# Bestla (měsíc)
Bestla (vyslovováno /ˈbɛstlə/) je malý měsíc planety Saturn. Jeho objev byl oznámen 4. května 2005 vědeckým týmem, jehož členy jsou Scott S. Sheppard, David C. Jewitt, Jan Kleyna a Brian G. Marsden. Nalezen byl během pozorování provedených mezi 13. prosincem 2004 a 5. březnem 2005. Po svém objevu dostal dočasné označení S/2004 S 18. V dubnu 2007 byl nazván Bestla, po obryni z norské mytologie, matky Odina. Dalším jeho názvem je Saturn XXXIX.
Bestla patří do skupiny Saturnových měsíců nazvaných Norové.

## Vzhled měsíce
Předpokládá se, že průměr měsíce Bestla je přibližně 7 kilometrů (odvozeno z jeho albeda).

## Oběžná dráha
Bestla obíhá Saturn po retrográdní dráze v průměrné vzdálenosti 20,2 milionů kilometrů. Oběžná doba je 1088 dní.